# John DiMaggio

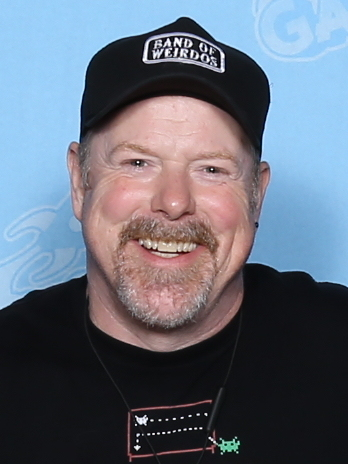
John DiMaggio (2019)

John DiMaggio (* 4. September 1968 in North Plainfield, New Jersey) ist ein US-amerikanischer Schauspieler und Synchronsprecher.

## Leben
John DiMaggio leiht seine Stimme des Öfteren Figuren aus Videospielen wie z. B. Final Fantasy, Gears of War sowie Kingdom Hearts und X-Men und Filmen wie Animatrix. Außerdem spielte er schon einige Nebenrollen in Serien wie NYPD Blue und Chicago Hope.
Richtig bekannt in den USA wurde er aber erst durch seine Stimme in Matt Groenings Zeichentrickserie Futurama (Roboter Bender). 2006 sprach er mehrere Rollen im Film Es war k’einmal im Märchenland. 2018–2023 synchronisierte er die Rolle des Königs Zøg für Disenchantment, eine weitere Serie von Matt Groening.
Weitere große Rollen als Synchronsprecher von ihm sind Dr. Drakken aus Kim Possible und FuDog aus American Dragon.

## Filmografie (Auswahl)
- 1996: Law & Order (Fernsehserie, eine Folge)
- 1996: Eddie
- 1996–1997: Chicago Hope – Endstation Hoffnung (Chicago Hope, Fernsehserie, elf Folgen)
- 1997: Immer wieder Fitz (Cracker, Fernsehserie, eine Folge)
- 1999: Die Silicon Valley Story (Pirates of Silicon Valley, Fernsehfilm)
- 2000: New York Cops – NYPD Blue (NYPD Blue, Fernsehserie, eine Folge)
- 2000: Der Prinz und der Bettelhund (The Pooch and the Pauper, Fernsehfilm)
- 2000: Becker (Fernsehserie, eine Folge)
- 2001: Felicity (Fernsehserie, eine Folge)
- 2001: Unsichtbare Bedrohung (Taking Back Our Town, Fernsehfilm)
- 2004: Without a Trace – Spurlos verschwunden (Without a Trace, Fernsehserie, eine Folge)
- 2004: Emergency Room – Die Notaufnahme (ER, Fernsehserie, eine Folge)
- 2004: CSI: NY (Fernsehserie, eine Folge)
- 2005: Extreme Dating
- 2007: 7-10 Split
- 2008: Bones – Die Knochenjägerin (Bones, Fernsehserie, eine Folge)
- 2010: Screwball: The Ted Whitfield Story
- 2010: Meine Frau, unsere Kinder und ich (Little Fockers)
- 2012: Modern Family (Fernsehserie, eine Folge)
- 2013: The Newsroom (Fernsehserie, Folge 2x2)
- 2020: Better Call Saul (Fernsehserie, eine Folge)
- 2023: Perry Mason (Fernsehserie, drei Folgen)

## Synchronsprecher (Auswahl)
- 1997: Prinzessin Mononoke (もののけ姫) als Gonza
- 1999–2023: Futurama (Fernsehserie, 137 Folgen) als Bender
- 2001–2005: Jackie Chan Adventures (Fernsehserie, 25 Folgen) als Hak Foo u. a.
- 2002–2007: Kim Possible (Fernsehserie, 53 Folgen) als Dr. Drakken
- 2004: Ein Löwe in Las Vegas (Father of the Pride, Fernsehserie, sieben Folgen) als Rabbit u. a.
- 2005–2007: American Dragon (American Dragon: Jake Long, Fernsehserie, 43 Folgen) als FuDog
- 2005: Madagascar als Rico
- 2006: Es war k’einmal im Märchenland (Happily N’Ever After) als Zwerg 1 / Zwerg 2 / Riese
- 2007: TMNT – Teenage Mutant Ninja Turtles (TMNT) als Colonel Santino
- 2007: SpongeBob Schwammkopf (SpongeBob SquarePants, Fernsehserie, eine Folge) als Blackjack
- 2007: Underdog – Unbesiegt weil er fliegt (Underdog) als Superchep
- 2008: Bolt – Ein Hund für alle Fälle (Bolt) als Saul
- 2008–2015: Die Pinguine aus Madagascar (The Penguins of Madagascar, Fernsehserie, 91 Folgen) als Rico
- 2009: Wonder Woman als Deimos
- 2010–2018: Adventure Time – Abenteuerzeit mit Finn und Jake (Adventure Time, Fernsehserie) als Jake
- 2011: Transformers 3 als Leadfoot / Target
- 2012–2014: Randy Cunningham: Der Ninja aus der 9. Klasse (Fernsehserie) als Hannibal McFist
- 2012: Madagascar 3: Flucht durch Europa (Madagascar 3: Europe’s Most Wanted) als Rico
- 2014: Transformers: Ära des Untergangs (Transformers: Age of Extinction) als Crosshairs
- 2014–2017: Clarence (Fernsehserie, zwölf Folgen) als Mel
- 2017: Transformers: The Last Knight als Nitro Zeus / Crosshairs
- seit 2016: Willkommen bei den Louds (The Loud House, Fernsehserie) als Flip
- 2018–2023: Disenchantment (Fernsehserie, 50 Folgen) als König Zøg Grunkwitz
- 2019–2022: Disney Amphibia (Fernsehserie, 12 Folgen) als Stumpy
- seit 2021: Der Geist und Molly McGee (The Ghost and Molly McGee, Fernsehserie) in verschiedenen Rollen
- 2021–2022: Inside Job (Fernsehserie) als Glenn Dolphman / Robe
- 2023: Der Super Mario Bros. Film (The Super Mario Bros. Movie) als Onkel Arthur
- 2023: Transformers: Aufstieg der Bestien (Transformers: Rise of the Beasts) als Transit